# Новгородський 10-й драгунський полк
10-й драгунський Новгородський полк — кавалерійська військова частина Російської імператорської армії.
Старшинство — 10.05.1701.
Полкове свято: — День Воскресіння Господнього.

## Місця дисклокації
1820 — м. Обоян Курської губернії. Полк входив до складу 3-й Кірасирської дивізії.

## Історія

#### Чернігівський драгунський полк
- 07.1701 — драгунський полковника Шеншина полк
- 10.09.1702 — драгунський полковника Зибіна полк
- 05.1703 — драгунський підполковника Ахматова полк
- 10.1706 — Казанський драгунський полк
- 25.06.1841 — драгунський Його Високості принца Емілія Гессенського полк
- 18.09.1856 — з 5-8-го і 10-го ескадронів драгунського Його Високості принца Емілія Гессенського сформований Чернігівський драгунський полк у складі 4-х діючих і 2-х резервних ескадронів. Дано старшинство з 10.05.1701 р, на герби і ґудзики № 10. (Вис. Ін., 2ПСЗ, XXXI, 30966)

#### Новгородський кірасирський полк
- 12.10.1811 — генерал-майором Кнорринг, сформований в Пирятині Новгородський кірасирський полк з чинів, виділених полками: Глухівським, Орденським і Малоросійським Кирасирським, Інгерманландським, Каргопольським, Оренбурзьким, Чернігівським, Іркутський, Сибірським, Харківським, Новоросійським і Київським драгунськими, Сумським, Павлоградським, Маріупольським і Охтирським гусарськими і рекрутськими. Приладове сукно встановлено рожеве, ґудзики білого металу.
- 20.11.1811 — поскаржився штандарти зразка 1803 року: один білий і чотири зелених.
- 12.1812 — Наведено до складу шести діючих і одного запасного ескадронів.
- 13.04.1813 — поскаржився Георгіївські срібні труби з написом: «За відзнаку при ураженні і вигнанні ворога з меж Росії в 1812 році».
- 04.11.1814 — Залишено тільки три кольорових штандарта.
- 11.03.1816 — Встановлено старшинство з 1811 року.
- 09.1820 — відділений кадр зі зведеного та запасного ескадронів, для подальшої осілості полку в Херсонській губ.
- 17.04.1821 — Присвоєно приладове сукно малинове, ґудзики жовтого металу.
- 26.07.1821 — Встановлено ворона і темно-бура масті коней.
- 05.05.1827 — Приведений до складу 6 діючих, 3 резервних і 3 поселених ескадронів.
- 26.12.1829 — Присвоєно № 8.
- 08.05.1832 — Кірасирський Її Імператорської Високості Великої Княгині Олени Павлівни полк
- 21.03.1833 — Приведений до складу 8 діючих і одного резервного ескадронів.
- 03.04.1834 — 3-му і 4-му дивізіонах видані штандарти зразка 1827 року зеленого кольору з малиновими кутами і золотим шиттям.
- 23.03.1835 — Приведений до складу 6 діючих і одного резервного ескадрону. Встановлено ворона масть коней. Ескадрони 3-го дивізіону спрямовані як резервні в Волинський уланський і Олександрійський гусарський полки. У полку залишені штандарти 1-го, 2-го і 4-го дивізіонів.
- 25.06 1838 — Всім дивізіонах подаровані скоби на держаки штандартів з написом: "1811. Новгородський Кірасірскій полк. 1838. Новгородського Кірасірскаго полку 1-го дивізіону".
- 23.12.1841 — скасовано резервний ескадрон.
- 19.03.1857 — Новгородський кірасирський Ея Імператорської Високості Великої Княгині Олени Павлівни полк.
- 30.11.1857 — кадрувати. У мирний час на службі залишений тільки один дивізіон.

#### Новгородський драгунський полк
- 14.05.1860 — до Чернігівського драгунського полку приєднаний штандартний взвод Новгородського кірасирського полку. Названий Новгородським драгунським Її Імператорської Високості Великої Княжни Олени Павлівни полком (пр. В. М. № 121).
- 16.01.1873 — 10-й драгунський Новгородський Його Королівської Високості Принца Вільгельма Вюртембергського полк (Вис. Ін.).
- 27.07.1875 — резервний ескадрон перейменований в запасний ескадрон (пр. Під ст № 202).
- 25.03.1864 — 10-й драгунський Новгородський Її Імператорської Високості Великої Княгині Олени Павлівни полк (Вис. Ін.).
- 18.08.1882 — 28-й драгунський Новгородський Його Королівської Високості Принца Вільгельма Віртембергського полк.
- 11.08.1883 — полк приведений до складу 6-ти ескадронів. Запасний ескадрон звернений до відділення кадру № 10 кавалерійського запасу (пр. По ст № 197).
- 6.10.1891 — 28-й драгунський Новгородський Його Величності Короля Віртембергського полк (Вис. Ін.).
- 12.09.1895 — виділений один ескадрон на формування 49-го драгунського Архангелогородська полку. Натомість сформований новий ескадрон (Вис. Ін. Від 3.12.1895)
- 6.12.1907 — 10-й драгунський Новгородський Короля Вюртембергского полк.
- 26.07.1914 — 10-й драгунський Новгородський полк.
- 1918 — полк розформований («українізований»).

## Знаки відмінності
- 22 георгіївські труби з написом: «За відзнаку при ураженні і вигнанні ворога з меж Росії в 1812 році». Подаровані 13.04.1813 р Новгородському кірасирського полку (ПСЗ, XXXVI, 35791).
- Полковий штандарт простий з написом: «1701-1901». З Олександрівською ювілейною стрічкою. Наданий до 200-річчя полку (10.05.1901 р) (Вис. Ін.).
- Полковий знак затверджений 19 грудня 1911. Знак має форму золотий кіраси з чорним державним гербом часів Петра I в центрі. На грудях орла герб м Новгорода (на срібному полі два чорних ведмедя підтримують золоте крісло з червоною подушкою. На подушці поставлені хрестоподібно скіпетр і хрест, а над кріслом золотий трисвічник з палаючими свічками. У нижній частині герба на блакитному полі дві срібні риби). Внизу на кірасі вензелі: зліва — Петра I, праворуч — Миколи II. Над кірасою золота корона з ювілейною знаменної стрічкою (червона з білою смугою по краю). На стрічці ювілейні дати: «1701-1901».

## Шефи
Шефи або почесні командири:
08.05.1832 — 16.01.1873 — велика княгиня Олена Павлівна (Фредеріка Вюртемберзькі).
16.01.1873 — 26.07.1914 — Король Вюртембергський Вільгельм II

## Командири
Новгородського Кірасирського від Соковіна до
- 12.10.1811-15.07.1813 — полковник Соковнін, Борис Сергійович (з 02.02.1813 генерал-майор)
- 15.07.1813-05.03.1814 — полковник Масалов (Мосолов), Федір Іванович (з 15.09.1813 генерал-майор)
- 28.03.1820-27.02.1824 — полковник Василічіков (відомі три полковника, Іларіон, Дмитро і Микола колишні полковниками в цей період — у всіх по батькові Васильович) (Васильчиков 4-й)
- 14.05.1824-06.12.1830 — полковник Пілар фон Пільхау, Карл Федорович, барон
- 06.12.1830- 1831 — полковник Зас (Зас') **
- 20.08.1831-25.06.1833 — флігель-ад'ютант, полковник фон Грінвальд, Родіон (Моріц-Рейнгольд) Єгорович
- 10.05.1833-04.05.1839 — полковник Фітингоф, Іван Андрійович, барон
- Пущин (Пцщін') **
- Берг (Берг') **
- Брандт (Брандт') **
- Гудима **
- Червоний **
- Терпілевский (Терпілевский) **
- 14.03.1867-18.11.1869 — полковник Протасов-Бахметєв, Микола Олексійович, граф
- 18.11.1869-22.02.1876 — полковник Коханов, Василь Аполлонович
- Фон-Тюмен (Фон'-Тюмен') **
- Щукін (Щукін') **
- 03.09.1884-16.03.1886 — полковник Максимович, Костянтин Клавдиевич
- 16.03.1886-10.05.1888 — полковник Є. Є. Ринкевіч
- 10.05.1888-17.10.1891 — полковник Квітницький, Ераст Ксенофонтовіч
- 01.11.1891-03.05.1897 — полковник Є. Я. Зандер (Зандер') **
- 04.05.1897-09.01.1900 — полковник Багговут, Микола Миколайович
- 24.02.1900-18.07.1905 — полковник Загорський Леонід Клементійович
- 17.09.1905-27.12.1911 — полковник І. А. Яніковський
- 11.01.1912-01.04.1914 — полковник Алахверди, Олександр Романович
- 01.04.1914-07.01.1916 — полковник Клевцов Микола Матвійович
- 24.01.1916-09.05.1917 — полковник Прохоров Сергій Дмитрович
- 19.05.1917- після 12.1917 — полковник Казаков Микола Олександрович

згідно з «Коротка Пам'ятка з історії 28-го драгунського Новгородського Його Величності Короля Віртемберского полку. До дня 200-річного ювілею полку.» Складено підполковником Язиковим. Харків. Друкарня «Південного Краю». 1901 р.

## Бойові дії
- 1812 г. — Вітчизняна війна: в складі 2-ї кірасирської дивізії
- 24.08.1812 р — в бою при Шевардино брав участь в нічній атаці на кавалерію французького маршала Мюрата
- 26.08.1812 р — в Бородінській битві знаходився позаду Багратіонівської флеші, в 8 ранку під час 3-й атаки маршала Нея, атакував французів і перекинув кавалерійську бригаду Брюєра. Потім брав участь у відбитті ще 2-х атак Нея
- 5.11.1812 рр. — брав участь у битві під Червоним, де відзначився при атаці гвардійських вольтижерів біля с. Уварово
- 1813—1815 рр. — Закордонні походи: в складі 3-й кірасирської дивізії брав участь в боях при Люцене, Бауцене, Дрездені, Кульме, Лейпцигу, Лобрессель, Арсі-сюр-Об і Парижі.
- 1831 г. — придушення польського заколоту: в складі 3-й кірасирської дивізії брав участь в боях при Грохове.
- 10.05.1831 р — брав участь в бою біля Нура проти польських військ Лубенського
- 14.05.1831 р — брав участь у битві при Остроленка
- 25-26.08.1831 р — брав участь в штурмі Волі і Варшави в складі кавалерії генерала від кавалерії графа Вітте

## Похідна церква
Похідна церква при полку існувала з 1811 року, Церква ця супроводжувала полку в Вітчизняну війну в 1812 році. При дислокації в Сумах, полку була відведена стара Введенська церква під дзвіницею Сумської Покровської церкви, що вміщає не більше 50 осіб, що моляться.

## Відомі військовослужбовці полку
- Георгій Жуков — видатний радянський воєначальник, Маршал Радянського Союзу, служив в полку унтер-офіцером під час Першої Світової війни
- Шеховцев, Михайло Петрович — підполковник (1815—1820) рр., Полковник (1820—1823) рр.
- Тупальська, Карл-Болеслав Владиславович — служив в 10-му драгунському Новгородському полку з 29.06.1914 р З 8.02.1916 р призначений командиром 11-го драгунського Ризького полку